# Preaek Saman
Preaek Saman es una comuna (khum) del distrito de Chhloung, en la provincia de Kratié, Camboya. En marzo de 2008 tenía una población estimada de 8434 habitantes.
Se encuentra ubicada al este del país, cerca de la orilla del río Mekong y de la frontera con Vietnam.